# Chinatown (Manhattan)

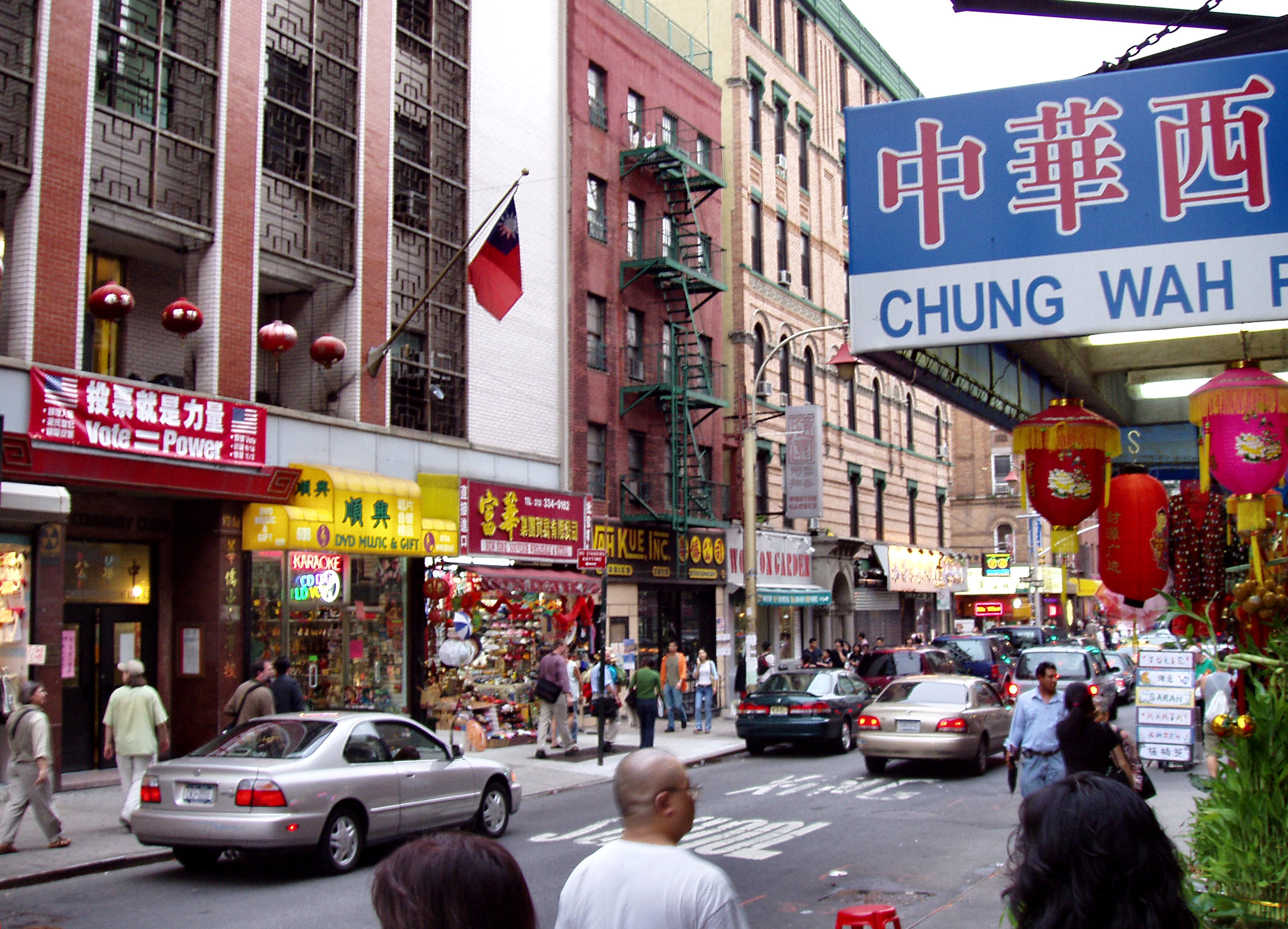
Chinatown de Manhattan

Chinatown és el barri xinès a Manhattan, enclavament ètnic amb una gran població d'immigrants xinesos com altres barris anomenats Chinatown als Estats Units. Familiars, aliances polítiques (Kuomintang vs. Partit Comunista de la Xina) i, més secretament encara, sindicats del crim. Aquestes associacions es van iniciar per a protegir-se del racisme. Cadascuna estava lligada amb una colla. De la mateixa manera, cada associació era una font d'assistència als nous immigrants, proporcionant-los préstecs i ajudant-los a iniciar negocis.
Les associacions (col·loquialment anomenades Tongs) van formar un ens de govern anomenat Chinese Consolidated Benevolent Association. Gràcies a això, les relacions entre els Tongs es van tornar més fluides, podent superar la gran rivalitat que hi havia, especialment entre On Leong i Hip Sing. Molts dels episodis de lluita entre les colles xineses es van dur a terme en el carrer Doyer. Les colles com els Ghost Shadows i els Flying Dragons van prevaler fins i tot fins als anys 1980.
L'únic parc a Chinatown és el parc Columbus, que va ser construït en el que va ser el centre del famós veïnat Five Points. Durant el Segle XIX aquesta zona va ser la més perillosa de Nova York.
La majoria dels treballs de Chinatown són propis de classe baixa, els sous són inferiors al mínim legal i les transaccions es fan en efectiu per a evitar el pagament d'impostos. Aquest tipus d'economia dona treball a molts immigrants que, per problemes d'idioma, no poden accedir a millors llocs. Aquest sistema va atreure a la indústria de la moda a instal·lar les seves fàbriques en l'àrea de Chinatown. També hi ha una activitat important en el sector del turisme i dels restaurants.
Les botigues xineses estan situades en els carrers Mulberry, Canal i al llarg del carrer East Broadway. Les botigues de joieria xinesa estan en el carrer Canal entre Mott i Bowery. A causa dels alts nivells d'estalvi que assoleixen els xinesos, hi ha diversos bancs tant asiàtics com americans en aquesta zona. El carrer Canal, a l'oest de Broadway, està plena de venedors rondaires que ofereixen imitacions de perfums, rellotges i carteres. Aquesta secció del carrer Canal es trobaven anteriorment les ferreteries i les botigues d'electrònica.
Fins als anys 70 del segle passat, els límits tradicionals de Chinatown eren:
- Al nord, el carrer Canal (limitant amb  Little Italy)[1]
- A l'est, el carrer Bowery (limitant amb el Lower East Side)[2]
- Al sud, el carrer Worth[3]
- A l'oest, el carrer Baxter[4]

Dintre d'aquesta àrea, la majoria dels turistes només visiten l'antic centre de Chinatown, les interseccions de les callis Canal amb Mott i Mulberry, així com les intersecció dels carrers Pearl i Doyers.
Quan la taxa d'immigració als Estats Units va créixer el 1968, la població de Chinatown va augmentar i va superar les possibilitats del barri, pel que la majoria dels immigrants es van anar als veïnats del nord.
Als anys 1970,  Little Italy va ser absorbida. L'únic romanent autèntic d'aquest enclavament ètnic és el carrer Mulberry al nord del carrer Canal. El barri de Nolita també comença a poblar-se per residents xinesos.
Al cantó dels carrers Bowery i Division es va construir l'any 1976 un gran projecte residencial subsidiat pel govern federal anomenat Confucius Plaça. Els seus 44 pisos d'habitatges van omplir una gran necessitat en la zona i van motivar la creació d'una nova escola pública. Des que és impossible la construcció de noves cases a Chinatown, diversos apartaments de l'edifici han estat adquirits per gent de major poder econòmic. Als anys 1990, gran part del Lower East Side, que fa cinquanta anys va ser poblat per europeus orientals i jueus i fa vint per llatins, va ser absorbit per Chinatown. Només queden alguns vestigis de l'herència jueva, com el famós «Katz delicatessen».
Actualment, els límits de Chinatown són:
- Al nord el carrer Delancey (limitant amb l'East Village i Soho)
- A l'est, el carrer East Broadway (fins al Pont Williamsburg)
- A l'oest, el carrer Broadway (limitant amb Tribeca)
- Al sud, el carrer Chambers (limitant amb el City Hall [juntament] i la Zona Zero)

És una àrea aproximada d'1,5 quilòmetres de Nord a Sud i de 3 quilòmetres d'est a oest dintre de l'illa de Manhattan.
A diferència de la major part dels barris xinesos, Chinatown és tant un barri residencial com una àrea comercial. S'estima una població entre 150.000 i 250.000 residents (encara que alguns afirmen que hi ha 350.000 residents). És difícil aconseguir una dada adequada a causa de la poca participació que va haver-hi al cens (pels problemes de llenguatge i a causa de la gran immigració il·legal). A més dels 200 restaurants xinesos existeixen algunes fàbriques. La proximitat de la zona que conté la indústria de la moda ha creat alguns llocs de treball vinculats a aquesta activitat. La indústria local del vestit se centra ara en la producció ràpida de petits volums i al treball per unitat (es treballa per peça ordenada i pagada) que generalment es fa en la pròpia casa del treballador.
La major part de l'augment de població s'ha de la immigració, ja que a mesura que les primeres generacions d'immigrants assoleixen un bon ús de l'anglès i obtenen una educació, es muden als suburbis o els altres municipis (boroughs) de Nova York.
Fins i tot avui, al segle xxi, les cases a Chinatown segueixen sent majoritàriament edificis antics. Alguns tenen més de cent anys d'antiguitat. És habitual que en aquests edificis hi hagi banys comuns als passadissos per a servir diversos apartaments.
Malgrat la història de Chinatown, no hi ha moltes anuncis que avisin que s'ha entrat al barri (excepte els rètols que anuncien en xinès). El 1962 a la plaça Chatham, l'arc memorial «Kam Lau» va ser erigit en memòria dels xinesos americans que van morir en la Segona Guerra Mundial. Aquest monument és més ignorat pels residents a causa de la seva mala ubicació en un congestionat encreuament d'automòbils amb poc trànsit de vianants. Una estàtua de «Lin Ze Xu», un oficial xinès que es va oposar al comerç d'opio, també aquesta situada en la plaça. En els anys 70, la companyia local de telefonia, va decorar les seves cabines amb un aspecte de pagoda. El 1976, l'estàtua de Confuci davant la Plaça Confuci es va tornar un lloc de trobada. En els 80, bancs que van obrir noves agències en la zona, van començar a usar estils tradicionals xinesos per a les seves façanes.
Molt prop de la zona zero, Chinatown va ser molt afectada pels atacs de l'11 de setembre. El turisme ha disminuït des de llavors i ha trigat a tornar al nivell que tenia abans.

## Demografia
El barri de Chinatown situat a Manhatan, és un dels nou barris coneguts com a Chinatown que hi ha a Nova York. És habitat per l'ètnia xinesa més gran fora d'Àsia.
Segons unes dades del 2013 Arxivat 2020-02-12 at Archive.is, aproximadement hi habiten 779.269 persones.
Fins als anys 1960, la majoria de la població parlaven el cantonès, venien des de la província de Guangdong i de Hong Kong. També estaven presents minories Hakka i Toisan. Recentment, nous immigrants de parla Mandarí, van arribar des de la Xina, especialment de la província Fujian.

## Noms de carrers en xinès

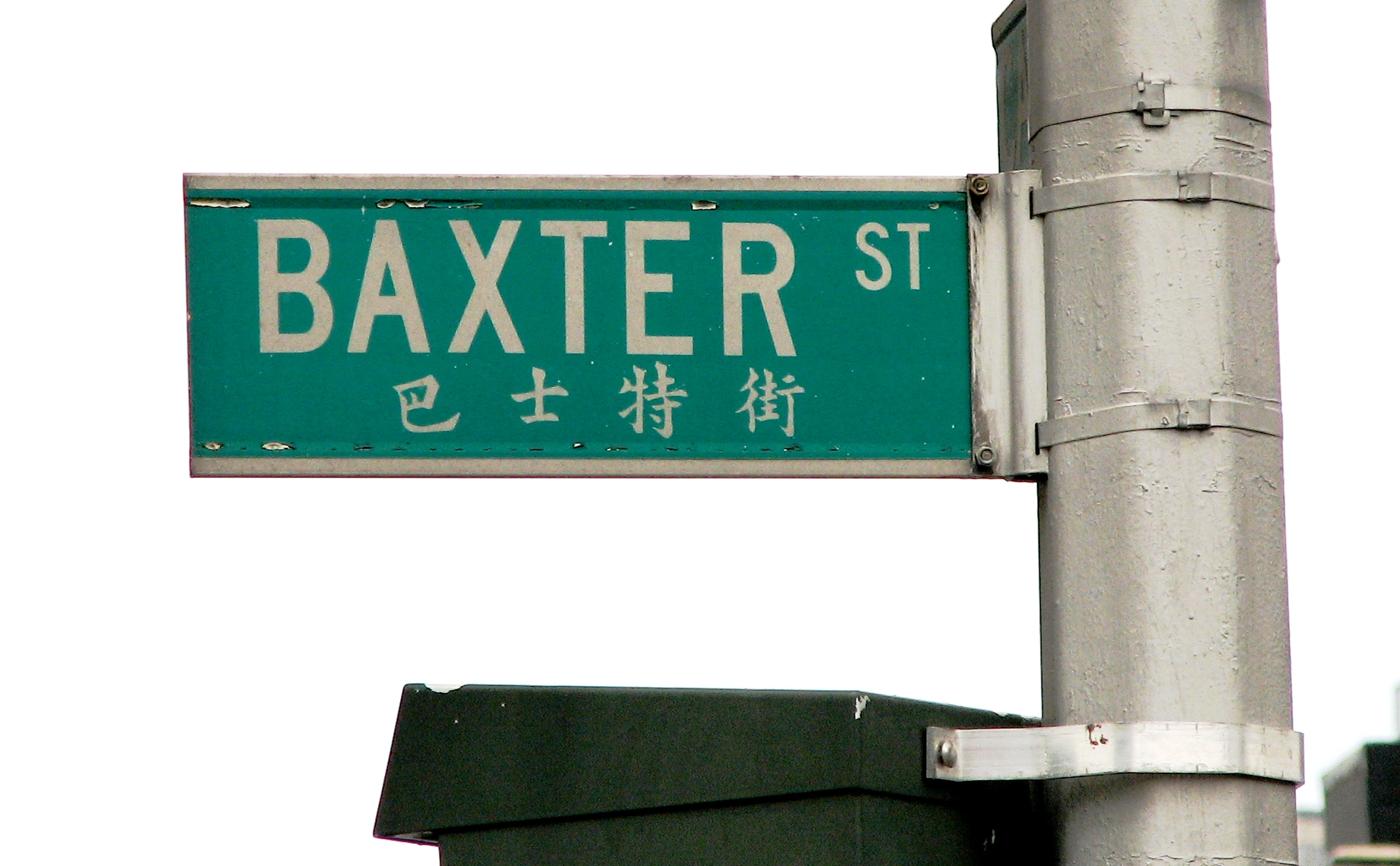
Baxter Street - 巴士特街

| - Allen Street - 亞倫街 - Baxter Street - 巴士特街 - Bayard Street - 擺也街 - Bowery - 包厘 - Broadway - 百老匯 - Broome Street - 布隆街 - Canal Street - 堅尼街 - Catherine Street - 加薩林街 - Centre Street - 中央街 - Chambers Street - 錢伯斯街 - Chatham Square - 且林士果 - Chrystie Street - 企李士提街 - Delancey Street - 地蘭西街 - Division Street - 地葳臣街 - Doyers Street - 宰也街 - East Broadway (Little Fuzhou) - 東百老匯 (小福州) | - Eldridge Street - 愛烈治街 - Elizabeth Street - 伊利沙白街 - Forsyth Street - 科西街 - Grand Street - 格蘭街 - Henry Street - 軒利街 - Hester Street - 喜士打街 - Madison Street - 麥地遜街 - Market Street - 市場街 - Mosco Street - 莫斯科街 - Mott Street - 勿街 - Mulberry Street - 茂比利街 - Orchard Street - 柯察街 - Park Row - 柏路 - Pell Street - 披露街 - Pike Street - 派克街 - Worth Street - 窩夫街 |

## Festivals i esdeveniments
Chinese New Year

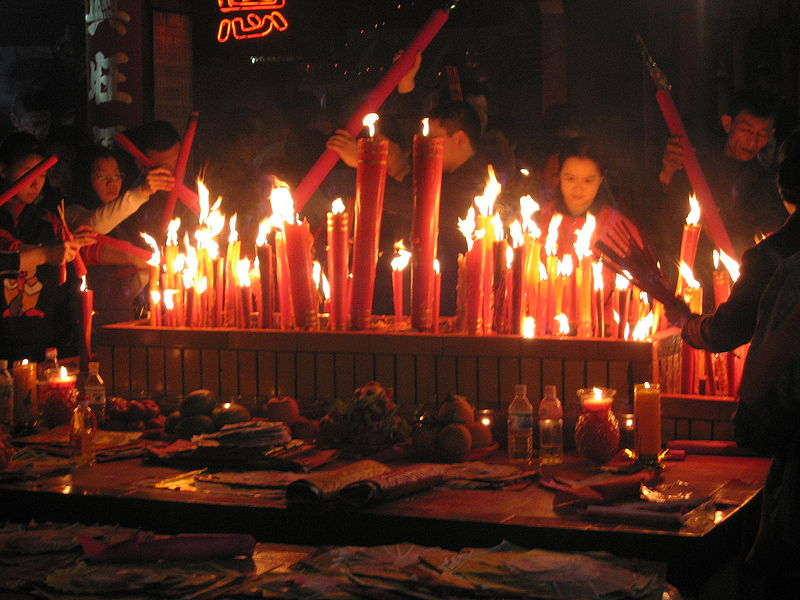
Vigília de l'any nou xinès - 2 de febrer del 2011

Aquesta celebració és una de les més grans i importants que es fan al barri. També és coneguda com a Festa de la primavera (Spring Festival). És una de les festes amb més tradició de Chinatown que segueix mantenint la cultura xinesa.
Aquesta festa està basada en el calendari lunisolar, que tradicionalment era utilitzat a la Xina. Aquest festival s'incia el primer dia del primer mes llunar i finailtza el quinzè dia amb la celebració del Lantern Festival.

## Chinatowns satèl·lits
Altres comunitats xineses en la ciutat de Nova York han crescut durant els últims anys. Entre elles n'hi ha una Flushing a Queens i part de Brooklyn. Fora de la ciutat de Nova York, un suburbi s'està desenvolupant a Edison (Nova Jersey), a uns cinquanta quilòmetres al sud-oest de la ciutat.